# Henk van Riemsdijk

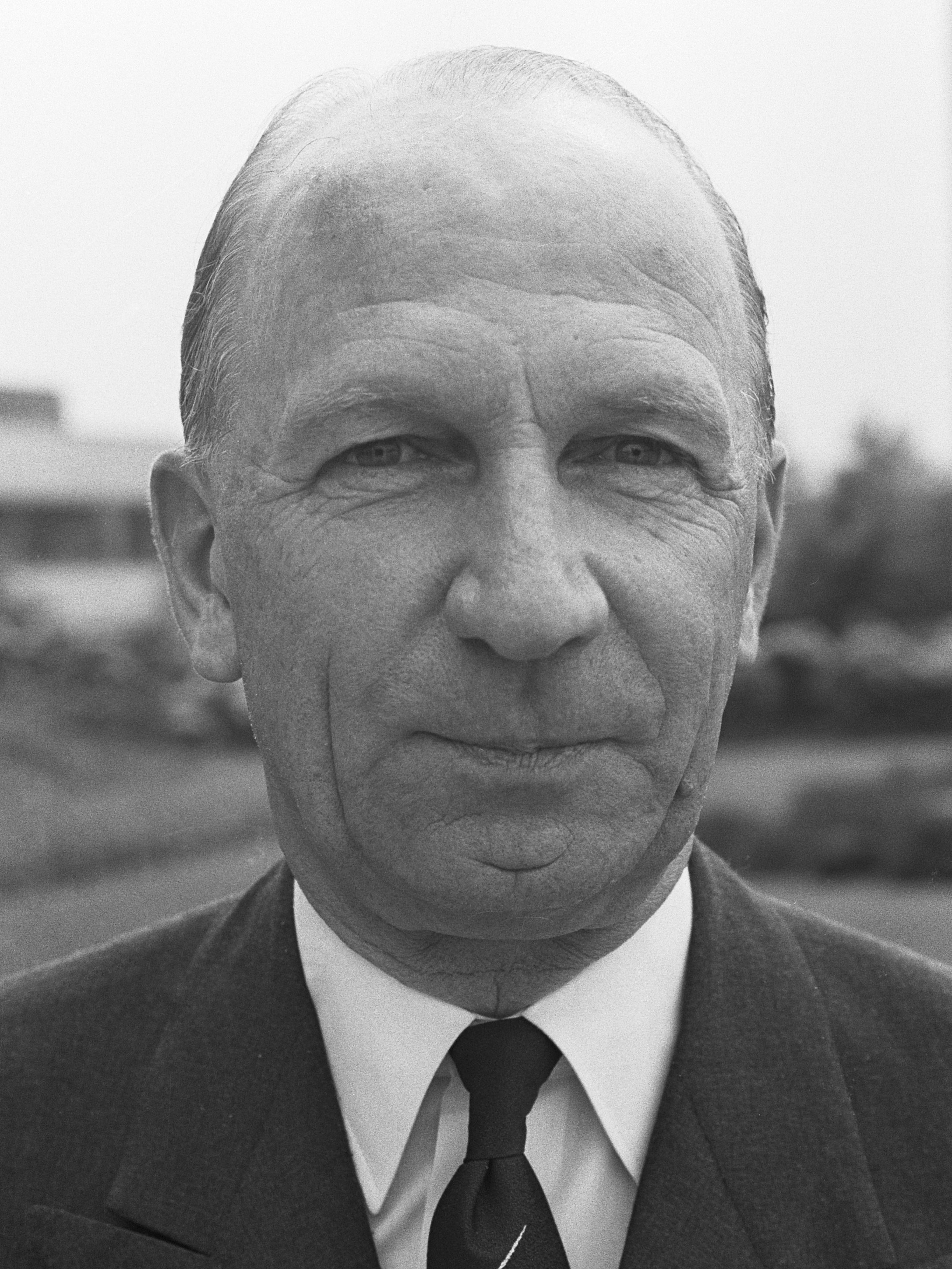
Henk van Riemsdijk

Jungherr Hendrik Abraham Cornelis van Riemsdijk (* 10. Januar 1911 in Aerdenhout; † 8. November 2005 in Waalre) war ein niederländischer Unternehmer. Von 1971 bis 1977 war er Vorstandsvorsitzender des Elektronikkonzerns Philips.

## Werdegang
Van Riemsdijk trat am 1. Mai 1934 in den Philips-Konzern ein und war zunächst in der Abteilung für Verstärker und Kino beschäftigt. 1938 heiratete er die Tochter des Firmenpräsidenten Anton Philips. Nach einem einjährigen Aufenthalt in den Vereinigten Staaten übernahm er eine Aufgabe in der Verkaufsorganisation des Konzerns und war ab 1946 deren stellvertretender Direktor. Zum 1. Mai 1956 wurde er zum Hauptdirektor des Konzerns bestimmt, rückte 1963 in den Vorstand der „N.V. Philips Gloeilampenfabrieken“ auf und 1968 in den Vorstand des Gesamtkonzerns. Nach dem Rückzug seines Schwagers Frits Philips aus dem operativen Geschäft wurde er Vorstandsvorsitzender des Konzerns. Er war das letzte Mitglied der Familie Philips in dieser Position.